# Achmea Kennisquiz J/M
De Achmea Kennisquiz J/M was een quiz op RTL 4 voor leerlingen in de eerste klas van de middelbare school, die werd gesponsord door verzekeraar Achmea. Per jaar werden twee seizoenen uitgezonden. In het voorjaar waren de havo/vwo-leerlingen aan zet en in het najaar die van het vmbo. Op deze manier kwamen alle onderwijssoorten aan bod. Begin 2009 werd de laatste aflevering uitgezonden.
Oorspronkelijk werd het programma uitgezonden op SBS6 met als presentator Robert ten Brink en heette het programma gewoon Achmea Kennisquiz. Achmea wilde echter een groter publiek trekken en stapte met het programma over naar RTL 4, waar Chazia Mourali het ging presenteren. Vanaf het zesde seizoen zocht RTL vernieuwing en koos voor Nicolette van Dam als presentatrice en de titel Achmea Kennisquiz J/M. De titelsong van het programma is hetzelfde gebleven, namelijk So Glad You Made It van Kane.

## Website
Brugklassers moeten zich eerst opgeven via de website, via de link "Geef je op". Hier beantwoorden zij 20 vragen en dienen ze vervolgens hun gegevens in te vullen. De 100 besten per provincie worden sinds 2003 uitgenodigd in de studio's te Aalsmeer (in 2002 was dit het Stadsgehoorzaal Leiden). Hier moeten zij nog eens 30 vragen beantwoorden. Wanneer ze hiermee klaar zijn moeten ze een formulier invullen over hobby's, interesses enz. Uiteindelijk worden uit deze 100 de 12 beste brugklassers van de desbetreffende provincie gekozen. Zij komen in de televisie-uitzending.
Na elke aflevering kwamen ook de antwoorden op de gestelde vragen en de naam van de winnaar op de website te staan. Daarnaast was hier voor leerlingen en andere geïnteresseerden die de online-test wilden doen zonder zich op te geven voor het programma een "Smarttest" te vinden. Hierbij dienden net zoals bij de "Geef je op"-test 20 vragen te worden beantwoord. Aan het eind van de test verscheen dan de score in beeld. Bij deze test werd een ranglijst bijgehouden die op de site was te vinden.

## Hoofdprijs
Per voorronde-aflevering wordt toegewerkt naar een winnaar uit de beste brugklasleerlingen van een bepaalde provincie. Na de voorrondes vindt een finale plaats met de twaalf  winnaars die strijden voor de hoofdprijs. Dit is een studiebeurs ter waarde van maximaal 250.000 euro.

## Spelverlopen

### Originele spelverloop (met Robert ten Brink/Chazia Mourali)

#### Ronde 1
De eerste ronde bestaat uit vijftien algemene meerkeuzevragen. Elk goed antwoord levert een punt op. Als er een gelijkspel is, is degene die steeds het snelst heeft gedrukt in het grootste voordeel. Na vijftien meerkeuzevragen is de ronde afgelopen. De top 5 van die ronde mag door naar de tweede ronde.

#### Ronde 2
Deze ronde kent twee versies.
In 2002 en 2003 zijn er vijf onderwerpen en een uil en je kan daaruit kiezen door als eerste op de knop te drukken als de onderwerpen een voor een langs werden gegaan. Wordt de uil gekozen, dan kan het onderwerp zelf worden gekozen. Er worden dan over het gekozen onderwerp acht gesteld vragen in 90 seconden. Als je de vraag goed hebt, krijg je vijf punten, als je het fout hebt nul. Je kan ook passen en nadat je alle vragen gedaan hebt op die vragen terugkomen. De gepaste vragen worden dan opnieuw gesteld. De punten van de eerste ronde en de punten van deze ronde samen tellen voor wie er door mag naar de derde ronde.
Vanaf 2004 stelt de presentator in een snel tempo een heleboel vragen over verschillende schoolvakken. Als iemand het antwoord weet, mag hij drukken. Wie het eerst heeft gedrukt, mag de vraag beantwoorden. Als het goed is, wint diegene vier punten. Is het fout, worden de punten over de tegenstanders verdeeld. Als er drie minuten zijn verstreken (sinds 2007 twee minuten), kijkt de presentator naar de tussenstand en daarna komt er weer een reeks vragen van drie minuten (sinds 2007 twee minuten). In die 2×3 minuten (sinds 2007 2×2 minuten) wordt twee keer een zogenaamde uilvraag gesteld (aangehaald met een speciaal geluidseffect en het uil-symbool). Dat is een moeilijkere vraag. Als het een kandidaat lukt om die vraag te beantwoorden, krijgt diegene acht punten. Is het fout, worden die punten over de rest verdeeld. Na 2×3 minuten (sinds 2007 2×2 minuten) is de ronde afgelopen. De top 3 van die ronde mag door naar de derde ronde.

#### Ronde 3
Dit is de laatste ronde. In deze ronde krijgen de drie overgebleven kandidaten om de beurt vijf vragen over zijn/haar favoriete schoolvak. Alle drie de kandidaten moeten de antwoorden op deze vragen intikken in een computer. Als alle vijf de vragen zijn gesteld, vraagt de presentator op welke vraag deze brugklasser zijn/haar 'uil' neer wil zetten (deze 'uil' verdubbelt het aantal punten, maar als het antwoord fout is, krijgt de eerste persoon die het goed heeft de twintig punten, heeft degene daarna het ook goed, krijgen ze allebei tien punten). Hierna kijkt de presentator de vragen na. Elk goed antwoord levert tien punten op. Is het fout, gaan de punten naar de tegenstanders, mits zij het goede antwoord hebben. Als iemand het goed heeft en een ander ook, worden de punten verdeeld. De winnaar van die ronde, wint die aflevering en krijgt een computer. Tevens krijgt de winnaar een plek in de finale. In die finale krijgt de winnaar een studiefonds van 250.000 euro.

### Nieuw spelverloop (met Nicolette van Dam)

#### Provinciale ronde

##### Ronde 1
Dit spel bestaat uit een vragendeel en een spellingsdeel. In het vragendeel speelt steeds één  jongen tegen één  meisje. De presentator stelt een meerkeuzevraag met drie antwoordmogelijkheden. Als iemand het antwoord weet, moet diegene direct op de knop slaan en het antwoord geven. Een goed antwoord levert drie punten op, bij een fout gaat er één punt af. Na deze vraag komt er weer een andere jongen tegen een ander meisje te staan en dat wordt herhaald totdat de ronde eindigt.
Bij het spellingsonderdeel blijven de scores hetzelfde. De kandidaten krijgen om beurten de opdracht een bepaald woord te spellen. Bij een goed antwoord, levert het drie punten op, bij een fout antwoord gaat er één punt van de score af. Het geslacht dat aan het eind de meeste punten heeft, wint een uiltje dat de teamleden nodig hebben voor de eindronde. Daarna wordt naar de individuele scores van beide geslachten gekeken. De jongen en het meisje met de minste punten liggen eruit. Hierna zijn er dus nog twee jongens en twee meisjes over.

##### Ronde 2
In deze ronde nemen eerst de meiden het tegen elkaar op, dan de jongens. Ze krijgen 90 seconden om zo veel mogelijk vragen te beantwoorden. Een goed antwoord levert drie punten op, een fout antwoord geeft één punt aftrek. De jongen en het meisje met de minste punten liggen eruit. Hierna is er dus nog één jongen en één meisje over.

##### Eindronde
In de eindronde krijgen de twee overgebleven kandidaten vijf vragen. Ieder antwoord moet worden ingetikt in een computer. Ieder goed antwoord levert één punt op, een fout nul.
Het uiltje dat in de eerste ronde gewonnen kon worden, betekent dat de aanwezige ouder ingeschakeld kan worden. Deze tikt het antwoord op de vraag waarop het uiltje is ingezet in op een tablet. Als de ouder het antwoord op deze vraag, ook goed heeft, levert dit twee punten op. Maar heeft de ouder het goed en de kandidaat fout, levert dit geen punten op.
De speler met de meeste punten wint een computer en mag naar de finale.

#### Landelijke finale

##### Ronde 1
De eerste ronde van de finale bestaat uit twaalf algemene meerkeuzevragen. Elk goed antwoord levert tien punten op. Als er een gelijkspel is, is degene die steeds het snelst heeft gedrukt in het grootste voordeel. Na twaalf meerkeuzevragen is de ronde afgelopen. De beste vier van die ronde mogen door naar de 2e ronde.

##### Ronde 2
De ronde bestaat uit een individueel deel waar in respectievelijk wordt gespeld en hoofdgerekend. De kandidaten krijgen een woord dat ze moeten herhalen en spellen. Een goed antwoord levert tien punten op, een fout nul.
Daarna wordt er gerekend. De kandidaten krijgen om beurten een rekensom die ze uit hun hoofd moeten uitrekenen. Een goed antwoord levert tien punten op, een fout nul. Na deze individuele ronde wordt de tussenstand bekeken.
In het tweede onderdeel krijgen de kandidaten 2×90 seconden om zo veel mogelijk vragen te beantwoorden. Een goed antwoord levert tien punten op, een fout antwoord nul punten. De twee kandidaten die de meeste punten hebben gaan door naar de eindronde.

##### Eindronde
In deze laatste ronde krijgen de kandidaten zeven vragen. Een goed antwoord levert tien  punten op, een fout nul . Na afloop worden de vragen nagekeken. De speler met de meeste punten wint een carrièrefonds van maximaal 250.000 euro.

## Winnaars
- 2002
  - havo/vwo: Maaike Verbruggen (13) - Noord-Holland
  - vmbo: Bernard Kuiper
- 2003
  - havo/vwo: Douwe Boersma (12) - Gelderland
  - vmbo: Jethro Thenu (13) - Flevoland
- 2004
  - havo/vwo: Masha van Dijk (13) - Drenthe
  - vmbo: Julian de Wilde (14) - Utrecht
- 2005
  - havo/vwo: Pieter Bas Cornel (12) - Overijssel
  - vmbo: Anouk Doumen (13) - Limburg
- 2006
  - havo/vwo: Wievineke Apers (13) - Zeeland
  - vmbo: Angelo Luijkx (14) - Utrecht
- 2007
  - havo/vwo: Rommy Bos (13) - Overijssel
  - vmbo: Arie de Rooij (14) - Zuid-Holland
- 2008
  - havo/vwo: Willem de Bruijn (12) - Gelderland
  - vmbo: Jorrit Hoek (13) - Gelderland
- 2009
  - havo/vwo: Thomas Oosterling (12) - Flevoland